# Вилхелм (Берг-Равенсберг)
Вилхелм фон Берг (на немски: Wilhelm von Berg; * 1382, † 22 ноември 1428) е като Вилхелм II граф на Равенсберг и управлява като княз-епископ Вилхелм княжеското епископство Падерборн (1402 – 1414). Той произлиза от Херцогство Берг управляващата линия на Дом Юлих.

## Биография
Той е третият син на граф Вилхелм II фон Берг (1348 – 1408), първият херцог на Берг, и съпругата му Анна фон Пфалц (1346 – 1415), дъщеря на Рупрехт II, курфюрст на Пфалц, сестра на римско-немския крал Рупрехт.
Той е брат на Рупрехт фон Берг, елект-княжески епископ на Пасау и Падерборн, и на Адолф († 14 юли 1437), който през 1408 г. наследява баща им като херцог на Берг.
С помощта на кралския му чичо Вилхелм е избран през 1401 г. за непомазан епископ на Падерборн. През 1402 г. той получава от баща си графство Равенсберг. Той иска да реформира град Падерборн, но гражданите и съсловията се навдигат против него.
През 1414 г. той кандидатства за епископ в архиепископство Кьолн, но е избран Дитрих II фон Мьорс. Вилхелм се отказва от Падерборн и претенциите си за Кьолн и се оттегля в останалото му графство Равенсберг и резидира в замък Шпаренбург при Билефелд.
Вилхелм умира през 1428 г. и е погребан в църквата Св. Мария в Билефелд. Той е наследен от сина си Герхард, който наследява чичо си Адолф фон Юлих-Берг и поема през 1437 г. също управлението на Херцогствата Юлих и Берг.

## Фамилия
През 1416 г. Вилхелм се жени за племенницата на Дитрих II архиепископът на Кьолн (1414 – 1463), Аделхайд фон Текленбург († 1428), дъщеря на Николаус II, граф на Текленбург, и Елизабет фон Мьорс. Те имат един син:
- Герхард (1416 – 1475), от 1428 г. граф на Равенсберг и от 1437 г. херцог на Юлих и Берг.